# Даяна Айтбергер
Даяна Айтбергер (нім. Dajana Eitberger) — німецька саночниця, олімпійська медалістка, призерка чемпіонатів світу, чемпіонка Європи.
Срібну олімпійську медаль Айтбергер виборола в змаганнях на одиночних санях Пхьончханської олімпіади 2018 року.